# Sindaco di Manila
Il Sindaco di Manila (Filippino: Alkalde ng Maynila; inglese: Mayor of Manila o Manila Mayor) è l'autorità elettiva che governa l'area di Manila.
Il sindaco presiede nella City Hall di Manila ed un suo singolo mandato ha la durata di 3 anni. Come tutti i capi di governo locali nelle Filippine, il Sindaco è eletto tramite voto popolare e non può candidarsi per quattro mandati consecutivi. Un ex-sindaco può tuttavia tornare al potere dopo l'intervallo di un mandato. In caso di morte, dimissioni o incapacità dell'autorità, il vice-sindaco è autorizzato a prenderne il posto. Il ruolo è stato creato nel 1901. Il primo sindaco è stato Arsenio Cruz Herrera; l'attuale sindaco è Joseph Estrada, eletto nel 2013.

## Storia
Il sindaco di Manila rimasto in carica più a lungo è stato Ramon Bagatsing, il cui mandato iniziò il 1º gennaio 1972 e terminò il 26 marzo 1986: eletto sotto la presidenza di Ferdinand Marcos dovette rinunciare alla carica nel corso della rivoluzione del Rosario del 1986 a favore del suo successore Mel Lopez, membro di una famiglia che aveva sostenuto l'ascesa al governo di Corazon Aquino.

## Sindaci
Di seguito l'elenco dei sindaci di Manila.

### Sindaci designati (1901–1951)
- Arsenio Cruz Herrera - 7 agosto 1901 – 18 settembre 1905
- Félix Roxas - 19 settembre 1905 – 15 gennaio 1917
- Justo Lukban - 16 gennaio 1917 – 6 marzo 1920
- Ramón Fernández - 7 marzo 1920 – 16 luglio 1923
- Eulogio Rodriguez - 17 luglio 1923 – 8 febbraio 1924; 5 gennaio 1940 – 28 agosto 1941
- Miguel Romuáldez - 9 febbraio 1924 – 31 agosto 1927
- Tomás Earnshaw - 1 settembre 1927 – 31 dicembre 1933
- Juan Posadas, Jr. - 1 gennaio 1934 – 4 gennaio 1940
- Juan G. Nolasco - 29 agosto 1941 – 23 dicembre 1941
- Jorge B. Vargas - 24 dicembre 1941 – 26 gennaio 1942
- Leon Guinto - 27 gennaio 1942 – 17 luglio 1944
- Hermenegildo Atienza - 18 luglio 1944 – 18 luglio 1945
- Juan G. Nolasco - 19 luglio 1945 - 6 giugno 1946
- Valeriano Fugoso - 7 giugno 1946 - 31 dicembre 1947
- Manuel de la Fuente - 1 gennaio 1948 – 31 dicembre 1951

### Sindaci eletti direttamente dai cittadini (1952–oggi)
- Arsenio Lacson - 1 gennaio 1952 – 15 aprile 1962
- Antonio Villegas - 16 aprile 1962 – 31 dicembre 1971
- Ramon Bagatsing - 1 gennaio 1972 – 26 marzo 1986
- Mel Lopez - 26 marzo 1986 – 1 dicembre 1987; 3 febbraio 1988 – 30 giugno 1992
- Gregorio Ejercito - 2 dicembre 1987 – 2 febbraio 1988
- Alfredo Lim - 30 giugno 1992 – 27 marzo 1998; 30 giugno 2007 – 30 giugno 2013
- Lito Atienza - 27 marzo 1998 – 30 giugno 2007
- Joseph Estrada - 30 giugno 2013 – 30 giugno 2019
- Isko Moreno - dal 30 giugno 2019 – 30 giugno 2022
- Honey Lacuna - dal 30 giugno 2022 –